# Bobby Lockwood
Bobby Leslie Lockwood (Nascido em 24 de maio de 1993, em Basildon, Essex - England - UK) é um ator britânico, mais conhecido por seus papéis como Rhydian Morris em Wolfblood: Família Lobo, ele mesmo em Friday download  e Mick Campbell em House of Anubis.

## Carreira
Bobby começou sua carreira de ator em uma idade jovem depois que ele se juntou Stage Escola Singer em Essex. Bobby Lockwood dublado patch em 101 Dalmatians II: Patch's London Adventure em 2003. He appeared as Taylor Little in three episodes of O Bill em 2006. Ele estrelou como Mick Campbell em House of Anubis durante 2011-2012. Ele interpreta Rhydian Morris em Wolfblood: Família Lobo, que só foi ao ar sua primeira e segunda séries que Bobby estava envolvida. Outros créditos incluem EastEnders, O Bill, Jogando Jamie Oliver Sobrinho em publicidades televisivas para Sainsbury's supermercados e trabalho de voz-over para armas de guerra jogo. Ele ganhou um BAFTA em novembro de 2013 por ser o melhor personagem infantil.
Ele tem experiência em muitos estilos diferentes de dança, pois tem aulas de dança desde os 3 anos. No entanto, ele não teve muitas oportunidades para mostrar seus talentos até 2015, quando filmou para a terceira parcela da franquia de dança 'Honey'.

## Filmografia

### Filme
| Year | Title                                       | Role               | Notes          |
| ---- | ------------------------------------------- | ------------------ | -------------- |
| 2003 | 101 Dalmatians II: Patch's London Adventure | Patch              | Voice          |
| 2013 | Ups & Downs                                 | Harry              | Protagonista   |
| 2014 | Relapse                                     | Ben                | Curta metragem |
| 2015 | Friday Download: The Movie                  | Bobby              | Filme          |
| 2016 | Honey 3: Dare to Dance                      | Laser              | Feature Film   |
| 2016 | Mum's List                                  | Matt               | Feature Film   |
| 2017 | Dunkirk                                     | Able Seaman        | Feature Film   |
| 2017 | Vikes                                       | Warren Turdslinger | Film           |
| 2017 | Access All Areas                            | Spiritual Simon    | Feature Film   |
| 2019 | The Outpost                                 | Kevin Thomas       | Feature Film   |
| 2019 | Wings                                       | Robert             | Short Film     |
| 2020 | Glia                                        | Gunthur Essen      | Film           |

### Televisão
| Year      | Title                   | Role           | Notes                             |
| --------- | ----------------------- | -------------- | --------------------------------- |
| 2006      | O Bill                  | Taylor Little  | Episódioss: "433", "448", e "449" |
| 2011–2012 | O Mistério de Anubis    | Mick Campbell  | Protagonista 1&2 Temporada        |
| 2012-2014 | Wolfblood: Família Lobo | Rhydian Morris | Protagonista                      |
| 2013      | Dani's Castle           | Conall Connor  | Episódio 3                        |
| 2015      | Inspector Lewis         | Sam Langton    | TV Series (itv)                   |
| 2017      | Unforgotten             | Nathan         | TV Series (itv)                   |
| 2017      | Uncle                   | Josh           | TV Series (BBC)                   |
| 2018      | Doctors                 | Paul Kirkwood  | TV Series (BBC)                   |
| 2018      | Ransom                  | Sean           | TV Series (CBS)                   |